# Mitchell Mulhern
Mitchell Mulhern (* 22. Januar 1991 in Brisbane) ist ein australischer Radsportler, der Rennen auf Bahn und Straße bestreitet.

## Sportliche Laufbahn
Mitchell Mulhern begann im Alter von 15 Jahren mit dem Radsport, nachdem er 2006 in Melbourne bei den Commonwealth Games Wettbewerbe im Bahnradsport gesehen hatte. Am Tag darauf ging er zum nächsten Fahrradgeschäft und kaufte sich ein Rennrad.
2009 wurde Mulhern gemeinsam mit Michael Hepburn, Jordan Kerby und Thomas Richards australischer Junioren-Meister in der Mannschaftsverfolgung. 2012 errang er bei den Ozeanienmeisterschaften die Bronzemedaille in der Einerverfolgung. Nachdem er Ende 2013 mit dem australischen Bahn-Vierer die Mannschaftsverfolgung beim Bahnrad-Weltcup in Aguascalientes gewonnen hatte, wurde er wenige Monate später gemeinsam mit Luke Davison, Glenn O’Shea, Alexander Edmondson und Miles Scotson Weltmeister in dieser Disziplin.

## Erfolge – Bahn
2009
- Australischer Junioren-Meister – Mannschaftsverfolgung (mit Michael Hepburn, Jordan Kerby und Thomas Richards)

2012
- Ozeanienmeisterschaft – Einerverfolgung

2013
- Bahnrad-Weltcup in Aguascalientes – Mannschaftsverfolgung (mit Luke Davison, Alexander Edmondson und Alexander Morgan)

2014
- Weltmeister – Mannschaftsverfolgung (mit Luke Davison, Glenn O’Shea, Alexander Edmondson und Miles Scotson)

## Teams
- 2014 OCBC Singapore Continental Cycling Team
- 2015 Team Budget Forklifts
- 2016 Satalyst Verve Racing Team (bis 12. August)
- 2016 Cyclingteam Join’s – De Rijke (ab 12. August)
- 2017 Delta Cycling